# 교학사
주식회사 교학사(敎學社)는 1951년에 설립한 출판사이다.

## CM송
- 광고 중에서 나온 교학사의 노래들이다 노래 가사 시 라디오 녹음 광고와 청취가 가능하다.

기억해요 언제나 교학사

## 계열사
- 교학사 영어랩
- 두레교육
- 와일드 M
- 용옥 장학 문화 재단
- KELT(Kyohak English Language & Teaching ; 주식회사 교학사 ELT 사업부)
- OK 논술
- 오유아이(OUI)
- 교학 프린팅 앤 퍼블리싱(Kyohak Printing & Publishing)